# Hormozgan (provins)
Hormozgan (persisk:هرمزگان) er en af de 30 provinser i Iran. Provinsen ligger i det sydlige Iran og ligger nord for Oman. Provinsen har et areal på 70.669 km² og en befolkning på 1.314.667 indbyggere.